# Łowcy pedofilów
Łowcy pedofilów – osoby lub oddolnie zrzeszone grupy osób, których celem jest zatrzymywanie osób nawiązujących relacje seksualne (również takie bez fizycznego kontaktu seksualnego) z małoletnimi poniżej wieku zgody.

## Nazwa
Określenie łowcy pedofilów, które jest używane przez samych członków tychże organizacji, nie jest poprawne, ponieważ nie każda zatrzymana osoba jest dotknięta zaburzeniem preferencji seksualnych, a więc nie jest pedofilem w sensie medycznym. Członkowie organizacji mówią o łowieniu pedofilów, co – zdaniem Mateusza Wiktorka – ma pomóc dotrzeć relacjom z działań do ludzi, wywołując poczucie niebezpieczeństwa i ciekawość.

## Historia
Zorganizowana działalność społeczna przeciwko osobom molestującym seksualnie dzieci ma początki w XVIII wieku. W Londynie działała organizacja Society for the Reformation of Manners.
Pod koniec XIX wieku w The Pall Mall Gazette ukazała się seria artykułów Williama Thomasa Steada, w których opisywał zjawisko dziecięcej prostytucji. W 1885 roku w Wielkiej Brytanii zreformowano prawo, a także powstała organizacja National Vigilance Association (NVA), której celem było zwalczanie przestępczości i w jej radzie znalazł się m.in. William Thomas Stead, który budził kontrowersje, gdyż kupił i wykorzystał jako wabik do śledztwa 13-letnią dziewczynę.

### W Polsce
Nowelizacja Kodeksu karnego w 2010 roku wprowadzająca art. 200a § 1 i 2. umożliwiła działalność łowców pedofilów w Polsce. Jak podaje podinsp. policji Jarosław Kończyk, pierwsze zgłoszenie policja otrzymała już po kilku dniach: Fundacja Dzieci Niczyje zgłosiła, że 12-latka nawiązała kontakt z 27-letnią osobą z drugiego końca Polski, która była gotowa przejechać ponad 600 km, żeby się spotkać w hotelu.
Od 4 grudnia 2016 roku jest emitowany w Polsce serial dokumentalny Łowca Pedofilów, w którym Krzysztof Dymkowski prowadzi działania zgodnie z metodą działań większości grup, zamiast mediów społeczniościowych wykorzystując program telewizyjny. W 2017 roku deklarował w wywiadzie dla portalu naTemat, że zatrzymał 140 osób.
Najwięcej grup łowców pedofilów powstało w 2021 roku. Jak określiła to Izabela Pajdała w artykule dla Gazety Policyjnej w lipcu 2021 roku: „przez ostatni rok zorganizowane grupy obywatelskie pod hasłem »łowcy pedofilów« rosną jak grzyby po deszczu”.
W 2021 roku rozpoczęła m.in. działalność jedna z najpopularniejszych w Polsce organizacja – grupa ECPUP (Elusive Child Protection Unit Poland) wzorowana na przykładzie angielskich organizacji. Kilka miesięcy później część działaczy ECPUP oskarżyła przełożonych o wykorzystywanie pieniędzy ze zbiórki do celów prywatnych, nierozliczenia 80 tys. złotych, a także zarzut mobbingu wobec członków grupy. W związku z tym doszło do rozłamu i powstała kolejna organizacja: Fundacja ECPU Polska.

## Przykłady

### W Stanach Zjednoczonych
- Perverted-Justice – działająca w latach 2002–2019 na obszarze Kalifornii i Oregonu.

W Wielkiej Brytanii
- Dark Justice – duet łowców pedofilów działający w latach 2014–2021. W maju 2017 roku przekazano, że duet doprowadził do ponad 150 aresztowań, z czego ponad 40 osób trafiło do więzienia[12]. Zakończył swoją działalność po tym, jak jeden z jego działaczy zginął w tragicznym wypadku[13].
- North West Hebephile Hunters (NWHHG)[14] – działająca w północnej Anglii.

The Guardian w kwietniu 2017 oszacował, że w Wielkiej Brytanii działa 10 grup łowców pedofilów.

### W Polsce
- Fundacja ECPU Polska (Elite Cybersecurity Patrol Unit Poland)[11]
- Strażnicy Dziecięcych Marzeń[16]
- Krzysztof Dymkowski

## Sposób działania
Łowcy pedofilów działają głównie na portalach i komunikatorach internetowych.
Schemat ich działania jest następujący:
1. Założenie profilu w mediach społecznościowych, w którym podszywają się za osobę małoletnią poniżej 15 roku życia. Jest to tzw. wabik.
2. Czekanie aż pedofil nawiąże kontakt z wabikiem.
3. Wabik kontynuuje znajomość z pedofilem, czekając, aż pedofil zacznie wysyłać treści o podłożu pornograficznym i zaproponuje spotkanie.
4. Podczas spotkania łowcy pedofilów prezentują zebrane materiały i konfrontują z nimi zatrzymaną osobę.
5. Całe zdarzenie jest transmitowane, najczęściej w Internecie za pomocą mediów społecznościowych (Facebook, YouTube) z pokazaniem twarzy (co robi np. ECPUP), przekazując obserwującym miejsce zamieszkania podejrzanego, jego imię i wiek.
6. Przekazanie podejrzanego policji.

W trakcie transmisji użytkownicy komentują w czasie rzeczywistym proces zatrzymania. Transmisje te zostają później jako filmy na profilach organizacji, np. na YouTube.

## Legalność działań w Polsce

### Legalność działań
W 2021 roku Ministerstwo Sprawiedliwości stwierdziło, że grupa ECPU działa w granicach prawa: „Zgodnie z art. 304 par. 1 k.p.k. każdy, kto dowie się o popełnieniu przestępstwa ściganego z urzędu, ma obowiązek zawiadomić o tym prokuratora lub policję. Z kolei zgodnie z art. 243 k.p.k. każdy ma prawo ująć osobę na gorącym uczynku lub w czasie pościgu podjętego bezpośrednio po popełnieniu przestępstwa, jeżeli zachodzi obawa ukrycia się tej osoby lub nie można ustalić jej tożsamości”.

### Prowokacje
Prowokacje, czyli stosowanie tzw. wabików, mogą być interpretowane jako nakłanianie do popełnienia czynu zabronionego, co jest karane zgodnie z art. 24 k.k. Departament Postępowania Przygotowawczego Prokuratury Krajowej w odpowiedzi na pytania zadane przez Rzecznika Praw Obywatelskich stwierdził, że nie można wykluczyć odpowiedzialności osób określanych mianem łowców pedofilów za przestępstwo prowokacji (art. 200a w zw. z art. 24 k.k.), jednak ocena każdej sytuacji wymaga indywidualnego traktowania i szczegółowej analizy okoliczności. Radosław Krajewski podkreśla, że łowcy pedofilów nie nakłaniają, ale utwierdzają w zamiarze, co nie oznacza, że czynią źle, a jedynie utrwalają szczegóły tego zamiaru.

### Obywatelskie zatrzymanie
Prokuratura Krajowa stwierdziła, że łowcy pedofilów nie łamią prawa, dokonując obywatelskiego ujęcia sprawcy, ponieważ są spełnione przesłanki art. 243 § 1 k.p.k., a przepis ten nie wprowadza ograniczeń wobec osoby dokonującej ujęcia, ani rodzaju czy formy stadialnej przestępstwa. Zdaniem Radosława Krajewskiego przesłanki obywatelskiego zatrzymania nie zachodzą podczas akcji łowców pedofili, gdyż nie dochodzi tutaj do przyłapania sprawcy na gorącym uczynku. Przesłankami działania obywatelskiego są obawa ukrycia się osoby lub niemożność ustalenia jej tożsamości. Łowcy pedofili mogliby przekazać zgromadzony materiał dowodowy policji lub prokuraturze. Krajewski zwraca jednak uwagę na to, że to pozbawiłoby łowców pedofilów atrakcyjności medialnej, co przyczyniłoby się do spadku obserwujących ich działania na Facebooku, którzy dokonują wpłat utrzymujących grupę.
Ujęcie obywatelskie pozwala tylko na podejmowanie niezbędnych czynności do przyjazdu policji, a nie na rozmowy i prowadzenie przesłuchania.

### Ujawnienie wizerunku
Ujawnienie wizerunku pedofila, najczęściej podczas transmisji w social mediach, jest niezgodne z zasadą domniemania niewinności wyrażoną w art. 42 ust. 3 Konstytucji, ponieważ osobie zatrzymanej przez łowców wina nie została potwierdzona prawomocnym wyrokiem sądu. Na problem ten zwracał uwagę Marcin Wiącek, Rzecznik Praw Obywatelskich. Jego zdaniem nie powinno się upubliczniać wizerunku z zatrzymania obywatelskiego bez zgody osoby zatrzymywanej. Radosław Krajewski zwraca uwagę, że chociaż część osób rzekomo wyraża zgodę, trudno mówić o dobrowolności, kiedy ktoś jest zaskoczony i widzi kilku mężczyzn w kominiarkach. Jego zdaniem zastraszanie i transmitowanie przesłuchanie w Internecie może traktowane jako znęcanie psychiczne i karane z art. 207 § 1 lub § 1a k.k.
W części transmisji nie jest publikowany wizerunek „pedofila”, ale bardzo często są środki umożliwiające rozpoznanie osoby w transmisji: tułów, podane miejsce zatrzymania, głos.
Mikołaj Małecki zwrócił uwagę, że paradoksalnie osoba skazana prawomocnym wyrokiem i umieszczona w rejestrze, jest w lepszej sytuacji, niż „pedofil”, który nie został skazany, a jego wizerunek opublikowano w transmisji. Z kolei Mateusz Wiktorek zauważył, że po skazaniu pedofila i umieszczeniu go w rejestrze osoba ta ma możliwość powrotu do społeczeństwa po odbyciu kary. Nagranie z transmisji internetowej wciąż może być dostępne w Internecie.
Prokuratura Krajowa wyraziła jasne stanowisko, że w momencie obywatelskiego zatrzymania nie może być ekipy telewizyjnej w czynności zatrzymania sprawcy przestępstwa z art. 200a k.k.

## Kontrowersje

### Łamanie prawa
Chociaż sama działalność łowców pedofilów jest zgodna z prawem, a w wielu krajach także mile widziana (np. szeroko chwalona amerykańska organizacja PeeJ), to członkowie organizacji często dopuszczają się złamania prawa. Wśród akcji grup zdarzają się pobicia, szantaże, przemoc fizyczna i psychiczna, a także ujawnienie danych. Istnieje także ryzyko, że grupy polujące na pedofilów mogą obchodzić gwarancje proceduralne wynikające z ochrony praw człowieka.
Grupa Wolfpack Hunters otrzymała dwuletni zakaz prowadzenia akcji z powodu fizycznej napaści na domniemanego sprawcę poprzez „uderzenie go pięścią i głową”.
W 2023 roku dwóch łowców pedofilów – Sam Miller i James Moss – zostało skazanych w Wielkiej Brytanii na karę więzienia za przekroczenie wszelkich uprawnień przysługujących w celu przeprowadzenia obywatelskiego. Sędzia podkreśliła, że społeczeństwo jako całość wymaga, aby wszyscy, bez względu na to, o jaką zbrodnię są podejrzani, byli traktowani sprawiedliwie. W lutym 2020 roku cel łowców połączył się z wabikiem, jednak mimo to łowcy wkroczyli do jego domu. Mężczyznę obezwładniono na ziemi i przesłuchiwano 14 minut, dopiero następnie wezwano policję. Funkcjonariusze przesłuchiwali przetrzymywanego w areszcie przez 17 godzin, jednak został zwolniony bez postawienia zarzutów. Prokurator Gavin Doig przedstawił argumenty, że grupie chodziło o rozgłos i polubienia na Facebooku, a nie o wykrycie sprawców. Sędzia Clemitson stwierdziła, że nałożenie wyroku musi odstraszyć inne potencjalne osoby chcące dokonywać samosądów.
W lutym 2024 roku Krzysztof Dymkowski został prawomocnie skazany na trzy miesiące ograniczenia wolności polegające na wykonywaniu prac społecznych, sąd nakazał uiścić nawiązkę na rzecz pokrzywdzonego w wysokości 20 tys. zł, a także publikację wyroku na Facebookowym profilu programu „Łowca pedofilów” przez okres jednego miesiąca. Sprawa dotyczyła sytuacji z maja 2021 roku, kiedy Krzysztof Dymkowski znieważył mężczyznę na jednej z klatek schodowych w Katowicach, nazywając go „pedofilem”. Uznano to za poniżenie i narażenie na utratę zaufania potrzebnego do wykonywania zawodu, co stanowi przestępstwo z art. 212 i 216 Kodeksu karnego.

### Ostracyzm społeczny
Brak przestrzegania prawa i ujawnienie wizerunku oskarżonego może grozić ostracyzmem społecznym, a także strachem przed konfrontacją. W Polsce taki przypadek miał miejsce w 2021 roku, kiedy 47-letni mieszkaniec Luzina popełnił samobójstwo, skacząc pod pociąg. Innym – zagranicznym – przykładem jest Nigel Sherratt, który popełnił samobójstwo dwa dni po konfrontacji z internetowymi łowcami pedofilów. Przedstawiono mu jego rozmowę z fikcyjną 14-latką – wabikiem. Sąd jednak jako powód samobójstwa uznał problemy w nauce. W 2018 roku co najmniej ośmiu mężczyzn popełniło samobójstwo po tym, jak na publicznej transmisji zostali uznani za przestępców seksualnych przez łowców pedofilów.
W 2006 roku doszło do samobójstwa Billa Conradta, który wszedł w interakcję z wabikiem: rozmawiał z nim telefonicznie i rzekomo wysyłał zdjęcia. Nie stawił się jednak na spotkaniu. Mimo to policja wraz z ekipą amerykańskiego reality show „To Catch a Predator” dostała się do jego domu, gdzie zastała go trzymającego pistolet. Przekazał, że nie zamierza nikogo skrzywdzić i popełnił samobójstwo. Na policję i firmę Dateline spadła krytyka za narażenie na niebezpieczeństwo postronnych osób. Siostra Condradta złożyła pozew przeciwko NBCUniversal, który rozstrzygnął się w czerwcu 2008 roku na jej korzyść.
Upublicznienie wizerunku rzekomego pedofila może też uderzyć w osoby w jego otoczeniu.

### Skupienie na łatwych celach
Argumentem przeciwko działalności łowców jest także przekierowanie zasobów wymiarów sprawiedliwości w sprawach karnych z przestępców seksualnych stwarzających znaczne ryzyko na rzecz przestepców niskiego ryzyka, co zostało określone angielskim idiomem low hanging fruit, czyli skupieniem się na najłatwiejszych działaniach przynoszących natychmiastowe wyniki.

### Odwrócenie uwagi
W 2019 roku jeden z łowców pedofilów okazał się pedofilem: namawiał osoby małoletnie do stosunku płciowego, a na telefonie i komputerze posiadał materiały pornograficzne. Zdaniem katowickiej policji, działając jako łowca pedofili, najprawdopodobniej próbował odwrócić od siebie uwagę.

### Naśladownictwo
W październiku 2015 roku Darren Kelly, 42-letni kierowca ciężarówki, został zadźgany nożem w pobliżu swojego domu w Basildon w hrabstwie Essex. 16-letnia dziewczyna podejrzewała go o bycie pedofilem. Umówiła się więc z nim na spotkanie i zorganizowała atak jej kolegów na mężczyznę. Darren Kelly był goniony i wielokrotnie dźgnięty, zmarł w szpitalu w wyniku obrażeń. Po pięciotygodniowym procesie w Chelmsford Crown Court, jeden z atakujących (20-letni Chris Carroll z miasta Pitsea) został skazany za morderstwo na karę dożywotniego pozbawienia wolności z możliwością zwolnienia po 21 latach; trzech innych oskarżonych nastolatków uniewinniono. Policja uznała doniesienia o pedofilii Darrena Kelly'ego za fałszywe.
Podobne akcje wymagają wyraźnych dowodów, badań i procedur, aby bezpiecznie osiągać swoje cele.

## W kulturze
- To Catch a Predator(inne języki) – amerykański serial emitowany w latach 2004–2007 na NBC[39]
- To Catch a Predator: Protecting Your Kids from Online Enemies Already in Your Home – książka z 2007 roku[40]
- Łowca pedofilów – polski serial dokumentalny z Krzysztofem Dymkowskim, emitowany na kanale Polsat Play od 4 grudnia 2016 roku[6]